# Jaroslav Borovička
Jaroslav Borovička (Praga, 26 gennaio 1931 – 29 dicembre 1992) è stato un calciatore cecoslovacco, di ruolo centrocampista.